# Berthold Carl Seemann
Berthold Carl Seemann (Hannover, 25 de febrer de 1825 – Nicaragua, 10 d'octubre de 1871) va ser un botànic i briòleg alemany.
Va viatjar molt recol·lectant material a Sud-amèrica i el Pacífic. El 1844 se'n va anar al Regne Unit per estudiar botànica en el Reial Jardí Botànic de Kew. Per recomanació de sir William J. Hooker, va ser un destacat naturalista en el viatge d'exploració de la costa occidental d'Amèrica i del Pacífic per Henry Kellett en el HMS Herald (1822), el 1847, al costat dels naturalistes Thomas Edmondston i John Goodridge. L'expedició va tornar via Hawaii, Hong Kong i les Índies orientals, arribant a Ciutat del Cap al març de 1851. Allí es va reunir amb un vell conegut Karl L. Philipp Zeyher, i amb Baur i Juritz van escalar al Table Mountain (afr. Tafelberg) el 13 de març de 1851. Christian F. Ecklon no estava en condicions per acompanyar-li. El 16 de març Zeyher el presenta a Bowie a Wynberg. Deixa El Cap el 27 de març i es torna per a Anglaterra el 6 de juny de 1851. Els resultats botànics de l'expedició es van publicar amb el títol de Botany of the Voyage of HMS Herald i va ser premiat amb un Ph.D. per la Universitat de Gotinga el 1853.
El 1859 va viatjar a Fiji i publica un catàleg botànic de la flora de les illes. El 1860 va visitar Sud-amèrica, passant per Veneçuela el 1864 i Nicaragua entre 1866 i 1867. Posteriorment va administrar una finca sucrera a Panamà i una mina d'or a Nicaragua, on finalment va morir per una febre.
Va fundar i va editar la revista Bonplandia des de 1862 i el Journal of Botany, British and Foreign des de 1863 a 1871.

## Honors
Els gèneres Seemannia Regel (N.a. Gloxinia) (Gesneriaceae), Seemannantha Alef. i Seemannaralia R.Vig. (Araliaceae) i l'espècie Passiflora seemannii Griseb li van ser dedicats en el seu nom.

## Obres
- Die Volksnamen der amerikanischen Pflanzen (1851)
- The popular nomenclature of the American flora. Hannover (1851)
- Die in Europa eingeführten Acacien. Hannover (1852)
- Narrative of the voyage of H.M.S. Herald and three cruises to the arctic regions in search of Sir John Franklin. London (1852)
- The botany of the voyage of H.M.S. Herald during the years 1845 to 1851 …. London (1852-1857), Prachtwerk
- Bonplandia (zusammen mit Wilhelm Eduard Gottfried Seemann), 1853–1862.
- Popular history of the Palms. London (1856)
- The British Ferns (1860)
- Viti. London (1862)
- Flora Vitiensis. London (1862 ff.)
- Dottings of the roadside. London (1868)
- The history of the Isthmus of Panamà. Panama, 1867, 2a edicióL'abreviació botànica estandarditzada per citar un tàxon descrit per aquest autor és Seem.[1]